# Yi Fuxian

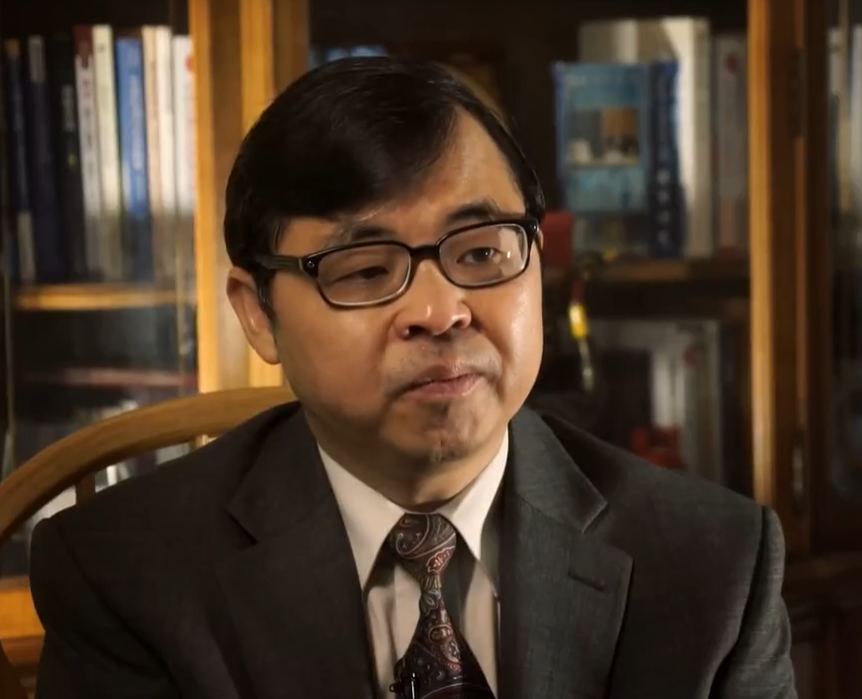
Yi Fuxian.

Yi Fuxian (易富贤) é um demógrafo chinês e investigador de obstetrícia e ginecologia na Universidade de Wisconsin-Madison e autor do livro de 2007 Big Country with an Empty Nest, que critica as políticas de natalidade da China. O livro foi proibido na China continental desde o momento da publicação até 2013, quando uma editora do governo chinês publicou uma nova edição e promoveu o livro.
Em 2019, Yi afirmou que a população da China já havia começado a declinar, com uma taxa de fertilidade total (TFT) de apenas 1,1, quando as projeções oficiais ainda estavam em 1,8. Além disso, Yi estimou que a população da China é de apenas 1,28 mil milhões, em vez dos 1,41 mil milhões que o governo afirma.